# 鑽石反恐特別單位
「鑽石」反恐特別單位（白俄羅斯文：Спецыяльнае падраздзяленне па барацьбе з тэрарызмам «Алмаз»，簡稱：Алмаз）是隸屬於白俄羅斯共和國內務部的一支反恐特種警察部隊。

## 歷史
1991年1月2日，按照蘇聯內務部於1990年12月14日提出的指示，白俄羅斯蘇維埃社會主義共和國創立了“金雕特種部隊”。此為白俄羅斯境內的第一個內務部特戰單位。 
該單位當時的主要任務包括：解救人質，拘捕持有重型武裝的疑犯，以及處理監獄内的叛亂行為等。
金雕特種部隊後來於1994年秋季改編為白俄羅斯共和國内務部的特戰單位，並由内務部部長親自更名為“鑽石部隊”。其後亦賦予該部隊新的使命，包括：打擊有組織犯罪行為和逮捕極度危險的武裝罪犯等。

## 主要任務[1]
- 打擊恐怖活動
- 爆炸品的偵查和拆解
- 追緝和逮捕高度危險的武裝團匪，並回收偽鈔、毒品、化學物品和高放射性物料，以及彈藥等危險品
- 為内務部的人員提供貼身保護
- 要員保護，包括法官、國家高官以及外國使節

## 人員的戰鬥和特別培訓
「鑽石」反恐特別單位的人員必需進行的培訓包括：
- 戰術和射擊訓練，特別武器訓練，以及實用射擊訓練（IPSC）
- 擁有城市攀登的技能
- 潛水和跳傘訓練

值得一提的是，該部隊的大部份人員均來自國防部的特戰單位，特警隊以及邊防部隊等。而他們通常都曾在這些單位至少服役過五年，並有著特種作戰及相關的經驗。

## 行動
在「鑽石」反恐特別單位成立超過15年的期間，該部隊一共參與超過6383次戰鬥任務、進行過至少4161次的特種作戰、解救了超過106名人質、粉碎了一些恐怖活動、拘捕了4559名或以上犯下嚴重罪行的罪犯、檢獲和破壞2932個或以上的爆炸裝置、繳獲槍械超過464支，彈藥24,386 發或以上，以及超過119.136 公斤的毒品  ，並和内務部的一些特戰單位執行過搜索和遏制有組織犯罪集團的行動。

## 已知裝備
「鑽石」反恐特別單位所使用的武器裝備大多數為前蘇聯及俄羅斯的款式，但近年也開始引入一些西方武器和裝備 。

### 個人武器

#### 突擊步槍
| 武器名稱 | 原產地        | 備註                     |
| -------- | ------------- | ------------------------ |
| AK-74    | 苏联 · 俄羅斯 | 包括衍生型AKS-74及AK-74M |
| AKS-74U  | 苏联          | -                        |
| APS      | 苏联          | 水上或水底行動時使用     |

#### 衝鋒槍
| 武器名稱 | 原產地 | 備註                          |
| -------- | ------ | ----------------------------- |
| MKE MP5  | 土耳其 | 包括衍生型MP5A3、MP5SD3及MP5K |

#### 狙擊步槍
| 武器名稱   | 原產地        | 備註                 |
| ---------- | ------------- | -------------------- |
| SVD        | 苏联 · 俄羅斯 | 包括衍生型SVDS及SVDK |
| 薩科TRG-42 | 芬兰          | -                    |

#### 通用機槍
| 武器名稱 | 原產地 | 備註 |
| -------- | ------ | ---- |
| PKM      | 苏联   | -    |

#### 散彈槍
| 武器名稱      | 原產地 | 備註 |
| ------------- | ------ | ---- |
| 弗蘭基SPAS-15 | 義大利 | -    |

#### 手槍
| 武器名稱 | 原產地 | 備註                 |
| -------- | ------ | -------------------- |
| PM       | 苏联   | -                    |
| PB       | 苏联   | -                    |
| APS      | 苏联   | 包括衍生型APB        |
| 克拉克17 | 奥地利 | -                    |
| SPP-1    | 苏联   | 水上或水底行動時使用 |

#### 榴彈發射器
| 武器名稱 | 原產地 | 備註                 |
| -------- | ------ | -------------------- |
| GP-34    | 俄羅斯 | 下掛於AK步槍護木之下 |

### 個人裝備
- 軍綠色或黑色作戰服
- 夜視儀
- 潛水裝備
- 防彈頭盔
- 攜板背心
- 防彈盾
- 手榴彈
- 電筒
- 快拔槍套
- 警棍
- 無線電

## 另見
- 特別用途機動單位
- 特別迅速應變分隊
- 阿爾法小組 (白俄羅斯)
- 阿爾法小組 （俄羅斯）
- 阿爾法小組 (烏克蘭)
- 金鵰特種部隊

## 外部連結
- Алмаз （页面存档备份，存于） / официальный сайт Министерства внутренних дел Белоруссии
- Посещение спецподразделения «Алмаз»
- Спецназ Белоруссии （页面存档备份，存于）
- Алмаз Беларуси （页面存档备份，存于）
- Победителем соревнований по спецподготовке антитеррористических подразделений стран СНГ стала команда СПБТ «Алмаз» МВД Беларуси （页面存档备份，存于）